# Wachtlijst
Een wachtlijst is een lijst waarop personen worden geregistreerd die op deelname, behandeling of inschrijving wachten. Doorgaans worden mensen dan onderaan de wachtlijst toegevoegd, meestal met vermelding van tijdstip van eerste inschrijving. Wanneer alle hoger op de lijst geplaatsten verdwenen zijn, komen zij bovenaan te staan en zijn ze als eerstvolgende aan de beurt. 

Het komt ook voor dat personen op de wachtlijst met specifieke eigenschappen prioriteit krijgen, bijvoorbeeld in het "Gelijke Onderwijskansen"-beleid, of waar de ernst van een handicap (eerder dan het tijdstip van aanvraag) mee bepaalt wie voorrang krijgt op bepaalde voorziening. Maar ook dan betekent nog steeds dat hoe hoger op de lijst hoe sneller aan de beurt.

## Voorbeelden
Plaatsen waar wachtlijsten veel worden gebruikt zijn:
- instituten waar de inschrijving vol is, zoals een school of kinderopvang, rust- en verzorgingstehuizen
- in ziekenhuizen waar de capaciteit voor een behandeling onvoldoende is voor directe behandeling
- sociale woonvoorziening.
- in de reiswereld als een toestel vol is; mensen op de wachtlijst kunnen alleen dan mee als een andere passagier niet mee reist.